# Црнатово
Црнатово је насеље у Србији у општини Власотинце у Јабланичком округу. Према попису из 2022. било је 70 становника.
Налази се на јужној падини планине Крушевица, на надморској висини између 400 и 600 метара, на десној страни реке Власине. Јужном страном је окренуто према планини Букова Глава. Садашње село је настало од старог насеља изнад Бегове турске ливаде (код села Бољаре).

## Прошлост
Године 1879. извршен је српски попис Власотиначког среза. У месту Црнатову регистровано је следеће стање: у 53 куће живело је 269 душа, било је само осам писмених мушкараца а број пореских глава износио је 80.

## Демографија
У насељу Црнатово живи 156 пунолетних становника, а просечна старост становништва износи 50,7 година (44,3 код мушкараца и 56,5 код жена). У насељу има 75 домаћинстава, а просечан број чланова по домаћинству је 2,35.
Ово насеље је великим делом насељено Србима (према попису из 2002. године), а у последња три пописа, примећен је пад у броју становника.
|  |

| Демографија | Демографија | Демографија |
| Година      | Становника  | Становника  |
| ----------- | ----------- | ----------- |
| 1948.       | 785         |             |
| 1953.       | 789         |             |
| 1961.       | 717         |             |
| 1971.       | 556         |             |
| 1981.       | 399         |             |
| 1991.       | 276         | 275         |
| 2002.       | 176         | 176         |
| 2011.       | 106         |             |
| 2022.       | 70          |             |

| Етнички састав према попису из 2002.‍ | Етнички састав према попису из 2002.‍ | Етнички састав према попису из 2002.‍ | Етнички састав према попису из 2002.‍ | Етнички састав према попису из 2002.‍ |
| ------------------------------------ | ------------------------------------ | ------------------------------------ | ------------------------------------ | ------------------------------------ |
|                                      |                                      |                                      |                                      |                                      |
| Срби                                 | Срби                                 |                                      | 174                                  | 98,86%                               |
| непознато                            | непознато                            |                                      | 2                                    | 1,13%                                |

| Година пописа     | 1948. | 1953. | 1961. | 1971. | 1981. | 1991. | 2002. |
| ----------------- | ----- | ----- | ----- | ----- | ----- | ----- | ----- |
| Број домаћинстава | 143   | 138   | 145   | 133   | 114   | 95    | 75    |

| Број чланова      | 1  | 2  | 3  | 4 | 5 | 6 | 7 | 8 | 9 | 10 и више | Просек |
| ----------------- | -- | -- | -- | - | - | - | - | - | - | --------- | ------ |
| Број домаћинстава | 24 | 26 | 10 | 9 | 3 | 2 | 1 | 0 | 0 | 0         | 2,35   |

| Пол    | Укупно | Неожењен/Неудата | Ожењен/Удата | Удовац/Удовица | Разведен/Разведена | Непознато |
| ------ | ------ | ---------------- | ------------ | -------------- | ------------------ | --------- |
| Мушки  | 74     | 23               | 40           | 9              | 2                  | 0         |
| Женски | 86     | 8                | 42           | 35             | 1                  | 0         |
| УКУПНО | 160    | 31               | 82           | 44             | 3                  | 0         |

| Пол    | Укупно                    | Пољопривреда, лов и шумарство | Рибарство                            | Вађење руде и камена | Прерађивачка индустрија       |
| ------ | ------------------------- | ----------------------------- | ------------------------------------ | -------------------- | ----------------------------- |
| Мушки  | 34                        | 8                             | 0                                    | 0                    | 5                             |
| Женски | 16                        | 13                            | 0                                    | 0                    | 2                             |
| УКУПНО | 50                        | 21                            | 0                                    | 0                    | 7                             |
| Пол    | Производња и снабдевање   | Грађевинарство                | Трговина                             | Хотели и ресторани   | Саобраћај, складиштење и везе |
| Мушки  | 1                         | 14                            | 4                                    | 1                    | 1                             |
| Женски | 0                         | 0                             | 0                                    | 0                    | 0                             |
| УКУПНО | 1                         | 14                            | 4                                    | 1                    | 1                             |
| Пол    | Финансијско посредовање   | Некретнине                    | Државна управа и одбрана             | Образовање           | Здравствени и социјални рад   |
| Мушки  | 0                         | 0                             | 0                                    | 0                    | 0                             |
| Женски | 0                         | 0                             | 0                                    | 1                    | 0                             |
| УКУПНО | 0                         | 0                             | 0                                    | 1                    | 0                             |
| Пол    | Остале услужне активности | Приватна домаћинства          | Екстериторијалне организације и тела | Непознато            | Непознато                     |
| Мушки  | 0                         | 0                             | 0                                    | 0                    | 0                             |
| Женски | 0                         | 0                             | 0                                    | 0                    | 0                             |
| УКУПНО | 0                         | 0                             | 0                                    | 0                    | 0                             |

### Становништво и генеалогоја
"Црни Марко“ је, као први становник Црнатова, купио на садашњем месту села имање од једног Црнобарца. За имање је „платио“ једног овна. По „Црном Марку“ је село добило назив Црнатово.
Мештани села потичу са свих страна: Космета, са планинских дела власинско-црнотравске и знепољске области, као из околних села.
Старије фамилије:
- Бозинци су насељени из Брезовице после ослобођења од Турака,
- Анђелковићи су се доселили из села Дарковца. Предак Анђелковића (чукун деда) је био турски кмет и чувао свиње код Турчина.

Некада су досељени црнатовчани били циглари печалбари, данас су махом зидари печалбари. У селу има доста воћњака и винограда, тако да се пече ракија и производи вино. Становници се баве и сточарством. На пијацама у Власотинцу и осталим околним селима продају своје млечне производе, претежно сир, а може се купити и домаћа црнатовска ракија.

## Образовање
Црнатово има четворогодишњу основну школу са два учитеља. Шездесетих и седамдесетих година је у тој школи било и до сто ученика. Најдуже су у школи предавали учитељи Буда и Смиља Петровић (брачни пар). На почетку XXI века деца из Црнатова похађају осмогодишњу основну школу у селу Крушевица. У сеоској школи у Црнатову има мали број ђака.

## Инфраструктура
Црнатово је асфалтним путем  преко села Бољаре повезано са Власотинцем. Пут је асфалтиран 2023. Село је електрифицирано, има водовод и продавницу. У насељу постоји дом у коме су некада организоване игранке, такмичења села у фолклору и натпевавању. Данас је мали број младих остао да живи на селу. Већина се иселила у Власотинце и у ужој Србији. Село је некада имало и фудбалски клуб који се такмичио у општинској лиги.

## Сеоска кућа доњег Повласиња за време владавине Турака
Сеоска кућа фамилије Анђелковић у Црнатову је стара око 200 година и спада најстарије очуване објекте доњег Повласиња. (За сеоску кућу горњег и средњег Повласиња види чланак о селу Свође.)
Објекат у облику правоугаоника са размерама 8m са 9m био је покривен турском ћеремидом. Ћеремида се производила надомак данашње сеоске школе Црнатова. Кућу са оџаком чине две собе: једна као „турска“ дивана (дневна соба), а друга као „спаваћа“ соба. Подрум је од камена. Зидови су од плетене чакме и облепљивани блатом. Плафон чине даске, такозвана шиндра. Тако грађен објекат се назива „шиндросана кућа“. Даске шиндросане куће су се скидале, прале и поново постављале. У дивани су укућани примали као госте своје турске газде, са њима пили кафу и пушили дуван на лулу. У спаваћој соби су се налазиле рагоже на којима су укућани спавали. Преко рагожа, званих асура, су се стављале черге од конопља. Огњиште куће се ложило пањевима (крњугама) из околних шума. Инвентар као и посуђе за јело, кашике и панице (тањири) су били од дрвета.